# انیمیشن کوبه
انیمیشن کوبه (به ژاپنی: アニメーション神戸) یک رویداد است که در سال ۱۹۹۶ در شهر کوبه برای ارتقاء انیمه و آثار تجسمی برگزار شد.

## رویداد
انیمیشن کوبه هر ساله در شهر کوبه ژاپن برگزار می‌شود.
| ردیف | نام رویداد                  | زمان            | مکان                                            |
| ---- | --------------------------- | --------------- | ----------------------------------------------- |
| ۱    | نخستین دوره انیمیشن کوبه    | ۸ دسامبر ۱۹۹۶   | Kobe Fashion Mart                               |
| ۲    | دومین دوره انیمیشن کوبه     | ۲۴ نوامبر ۱۹۹۷  | Kobe Portopia Hotel                             |
| ۳    | سومین دوره انیمیشن کوبه     | ۲۲ نوامبر ۱۹۹۸  | Kobe International Conference Center, Main Hall |
| ۴    | چهارمین دوره انیمیشن کوبه   | ۱۳ نوامبر ۱۹۹۹  | Kobe International Conference Center, Main Hall |
| ۵    | پنجمین دوره انیمیشن کوبه    | ۱۲ نوامبر ۲۰۰۰  | Kobe International Conference Center, Main Hall |
| ۶    | ششمین دوره انیمیشن کوبه     | ۱۶ سپتامبر ۲۰۰۱ | Kobe International Conference Center, Main Hall |
| ۷    | هفتمین دوره انیمیشن کوبه    | ۱۰ نوامبر ۲۰۰۲  | Kobe International Conference Center, Main Hall |
| ۸    | هشتمین دوره انیمیشن کوبه    | ۹ نوامبر ۲۰۰۳   | Kobe Chamber of Commerce and Industry Hall      |
| ۹    | نهمین دوره انیمیشن کوبه     | ۱۴ نوامبر ۲۰۰۴  | Xebec hall                                      |
| ۱۰   | دهمین دوره انیمیشن کوبه     | ۲ اکتوبر ۲۰۰۵   | Kobe International Conference Center, Main Hall |
| ۱۱   | یازدهمین دوره انیمیشن کوبه  | ۱۹ نوامبر ۲۰۰۶  | Xebec hall                                      |
| ۱۲   | دوازدهمین دوره انیمیشن کوبه | ۴ نوامبر ۲۰۰۷   | Nishiyama Kinen-kaikan                          |
| ۱۳   | سیزدهمین دوره انیمیشن کوبه  | ۲ نوامبر ۲۰۰۸   | Kobe International Conference Center, Main Hall |
| ۱۴   | چهاردهمین دوره انیمیشن کوبه | ۱۸ اکتوبر ۲۰۰۹  | Kobe International Conference Center, Main Hall |
| ۱۵   | پانزدهمین دوره انیمیشن کوبه | ۲۸ نوامبر ۲۰۱۰  | Kobe International Conference Center, Main Hall |
| ۱۶   | شانزدهمین دوره انیمیشن کوبه | ۶ اکتوبر ۲۰۱۱   | Kobe International Conference Center, Main Hall |
| ۱۷   | هفدهمین دوره انیمیشن کوبه   | ۲ دسامبر ۲۰۱۲   | Kobe International Conference Center, Main Hall |
| ۱۸   | هجدهمین دوره انیمیشن کوبه   | ۸ دسامبر ۲۰۱۳   | Kobe International Conference Center, Main Hall |
| ۱۹   | نوزدهمین دوره انیمیشن کوبه  | ۷ دسامبر ۲۰۱۴   | Design and Creative Center Kobe                 |